# 918 Itha
918 Itha, asteroid glavnog pojasa. Otkrio ga je Karl Wilhelm Reinmuth, 22. kolovoza 1919.

## Vanjske poveznice
- Minor Planet Center